# Discrete Analysis
Discrete Analysis est une revue mathématique couvrant les applications de l'analyse (mathématiques) aux mathématiques discrètes. Discrete Analysis est une épirevue à arXiv, ce qui signifie que le contenu du journal est hébergé sur arXiv.

## Histoire
La revue Discrete Analysis a été créée Timothy Gowers pour démontrer qu'une revue de mathématiques de qualité pouvait être produite à peu de frais à l'extérieur du cadre traditionnel de la publication académique,. La revue est en libre accès, et la publication est sans frais pour les auteurs.
La revue est membre du Free Journal Network. La gestion des articles est réalisée par la plateforme Scholastica.

## Thèmes
La revue vise à publier des articles qui relèvent de techniques d'analyse mais qui ont aussi un impact sur l'étude des structures discrètes. Les domaines couverts incluent (tout ou partie de) l'analyse harmonique, la théorie ergodique, la dynamique topologique, la croissance des groupes, la théorie analytique des nombres, la combinatoire additive, la théorie combinatoire des nombres, la combinatoire extrémale et probabiliste,les processus stochastiques, la géométrie combinatoire, la géométrie convexe, la géométrie métrique, l'informatique théorique.
Le comité de rédaction est composé de Ernie Croot (en), Ben Green, Timothy Gowers, Gil Kalai, Nets Hawk Katz, Bryna Kra, Izabella Łaba, Tom Sanders, József Solymosi (en), Terence Tao, Julia Wolf, Tamar Ziegler ; chacun étant disponible pour les articles de sa compétence.
Le Mathematical Citation Quotient en 2018 est 1.21.
La revue est indexée par MathSciNet, Zentralblatt MATH.

## Publication
Les articles sont lus et évalués par des experts ; les articles acceptés ne sont pas publiés sous une autre forme ; ils sont en revanche désignés comme faisant partie des articles de la revue. De plus, chaque article est précédé d'une « introduction éditoriale » qui est rédigée par l'éditeur responsable de l’article ; cette introduction peut être assez longue, et permet de situer l'article dans un contexte historique et scientifique plus large
La revue utilise la plateforme Scolastica pour la gestion de l'édition. Un soutien financier est assuré par l'université de Cambridge University et la fondation Stanhill